# Strelitzia
Strelitzia is een geslacht van vijf soorten, dat voorkomt in Zuid-Mozambique en Zuid-Afrika.  De botanische naam Strelitzia eert Charlotte van Mecklenburg-Strelitz, de echtgenote van koning George III van het Verenigd Koninkrijk.
Strelitzia nicolai kan 10 m hoog worden en is daarmee de grootste soort. De andere soorten worden meestal 2-6 m hoog.
De bladeren zijn 30-200 cm lang en 10-80 cm breed, en lijken op een bananenblad, maar met een langere bladsteel. Ze zijn gerangschikt in twee rijen en vormen een waaierachtige kroon van groenblijvend loof.
De bloemen vormen een horizontale bloeiwijze en ontspringen uit een stevig schutblad. De bloemen worden bestoven door honingzuigers, die het schutblad als een zitplaats gebruiken als ze de bloemen bezoeken. Het gewicht van de vogels zorgt ervoor dat de bloem zich opent en er  op de vogelpoten stuifmeel terechtkomt, dat de vogels naar andere bloemen kunnen overbrengen.

## Soorten
- Strelitzia alba (L.f.) Skeels (synoniem: Strelitzia augusta)
- Strelitzia caudata R.A.Dyer
- Strelitzia juncea Andrews
- Strelitzia nicolai Regel & Körn.
- Strelitzia reginae Banks (synoniem: Strelitzia parvifolia) - paradijsvogelbloem

Phenakospermum · 
Ravenala · 
Strelitzia